# The Noob
Pour les articles homonymes, voir Noob.
The Noob est un webcomic en anglais créé par Gianna Masetti en juin 2004. L'intrigue tourne autour d'un joueur néophyte appelé Ohforf'sake ('Oh, nom de Dieu', abrégé généralement en Ohforf) évoluant dans un jeu de rôle vidéo en ligne (MMORPG) fictif nommé "ClichéQuest" et représentant le stéréotype du "noob". Cette bande-dessinée fait office de parodie et de satire sociale de la communauté gamer (en particulier sur les MMORPG). Elle comporte une critique importante de l'incompétence des employés des sociétés de jeux vidéo (particulièrement dans le domaine des relations prestataire-client) ainsi que des joueurs observant en jeu des comportements totalement éloignés de leur vraie personnalité. Ce webcomic a récemment gagné en popularité auprès des joueurs français de World of Warcraft et d'EverQuest, et est un classique pour la majorité des anglophones adeptes des MMORPG.

## Personnages

### Protagonistes
- Ohforf (Ohforf'sake) est le personnage principal de l'histoire. Il n'est ni player killer, ni roleplay et ne joue que pour le plaisir de découvrir l'univers de ClichéQuest tout en accumulant de l'expérience.
- Hypatia est quelque peu plus expérimentée qu'Ohforf et est son amie la plus proche en jeu. Elle est représentée par un personnage féminin, en butte aux aspirations de l'auteur de décrire la situation des femmes (et des avatars féminins) dans les MMORPG.
- Darkie (Sir Darkblade Wolfeyes Orcbane Raislin De Urden Von Strudel) est un fervent adepte du roleplay. Il est introduit dans l'histoire comme ami proche d'Hypatia méprisant et insultant les player killers à tout-va. Il se révèle être d'une incompétence la plus crasse lorsqu'il s'agit de jeu technique et recherche constamment l'amour en jeu, n'hésitant pas à faire la cour à tout personnage féminin.
- Sir Bob est un joueur de ClichéQuest ayant atteint le niveau maximal. Sa classe et son talent de jeu en font un personnage très populaire, qui aurait dû disparaître dans les premiers balbutiements de l'histoire mais qui est revenu à la demande des lecteurs.

### Roleplayers
Aussi connus sous le nom de "The Righteous Protectors of the Crimson Star" (les Justes Protecteurs de l'Etoile Cramoisie), ils constituent une guilde farfelue. Ils seront, sur l'initiative de leur dirigeant, intégrés dans une grande association de guildes anti-Player killers dont les membres deviennent les "Zealot Elite Righteous Guardians" (Justes Gardiens Zélotes d'Elite, nom composé de quatre adjectifs provenant chacun de l'une des quatre guildes majeures composant cette association), abrégés en ZERG. Ce jeu de mots les identifie aux Zerg de la série vidéoludique Starcraft, où le peuple Zerg est connu pour lancer des attaques composées de dizaines de petits soldats peu efficaces individuellement et désorganisés, cependant le hurlement à la lune de "ZERG! ZERG! ZERG!" suffit à effrayer les PK à distance.

### Antagonistes

#### Les PK (Player Killers)
Ces joueurs pratiquent le combat PvP (Player versus Player -Joueur contre Joueur- aussi appelé Player Killing) aux dépens des autres joueurs et ne jouent que pour la satisfaction d'avoir gâché la soirée de jeu de leur adversaire. Les plus présents dans The Noob sont :
- Fred the Dread (Traduction littérale: Fred l'effroi), Humain affublé d'un crochet en guise de main et d'une panoplie en peau de renard mort.
- Dakilla (Traduction littérale: L'tueur), Elfe sombre, ranger.
- D34dly-D34dly (Traduction littérale: M0rt3l-M0rt3l), Humain, mage pyromane, au caractère préadolescent.
- Your name here (Votre nom ici, signe d'une compréhension de l'Anglais limitée de la part de ce joueur letton), un guerrier brutal maniant le marteau et dont les traits durs rappellent les origines slaves.
- Drakoola (Dracula en plus "kool"), qui fut autrefois un pirate sorcier et qui est devenu, à la suite d'un "nerf" (dégradation radicale des conditions de jeu d'un certain type de personnage), un être réduit à un nez transporté dans un bocal, qui peut cependant parler et lancer des sorts.

#### Les GM (Game Masters)
Ce sont les employés de la société éditrice de ClichéQuest chargés de la communication en jeu avec les joueurs. Ils aiment à porter des noms évoquant l'Apocalypse (Death, Famine, etc), s'habiller avec de longues robes blanches et appliquer le plus méchamment et littéralement possible aux joueurs leurs instructions venant de leur supérieur hiérarchique.